# Baszta Żuraw w Toruniu
Baszta Żuraw w Toruniu – baszta w południowym ciągu murów miejskich Torunia, element średniowiecznego systemu obronnego miasta.
Baszta położona jest w ciągu murów miejskich przy ul. Bulwar Filadelfijski, na zachód od Bramy Mostowej. Zbudowana w końcu XIII w. Jej nazwa pochodzi od funkcji żurawia, jaką spełniała. W 1823 r. została rozbudowana i połączona ze Spichrzem Szwedzkim przy ul. Mostowej 1, znajdującym się za nią. Pozwoliło to w pełni wykorzystać jej funkcję.

## Architektura
Baszta zbudowana została na planie czworoboku, z cegły gotyckiej, w wątku wendyjskim. Po przebudowie XIX-wiecznej ma cztery kondygnacje i użytkowe poddasze; pierwotny podział na kondygnacje był inny, o czym świadczą gotyckie fryzy z cegły układanej ukośnie. W przyziemiu znajdują się XIX-wieczne strzelnice przystosowane do broni palnej, w wyższych kondygnacjach duże otwory zamknięte odcinkowo, zamykane drewnianymi okiennicami. W kondygnacji poddasza znajduje się drewniane urządzenie dźwigowe - żuraw, z zachowanym mechanizmem. Od strony północnej baszta jest połączona z budynkiem przy ul. Mostowej 1 (tzw. Spichrz Szwedzki, obecnie Hotel Spichrz) nadwieszonym łącznikiem konstrukcji szkieletowej, z tynkowanymi wypełnieniami. Baszta przekryta jest obecnie dachem dwuspadowym.

## Galeria

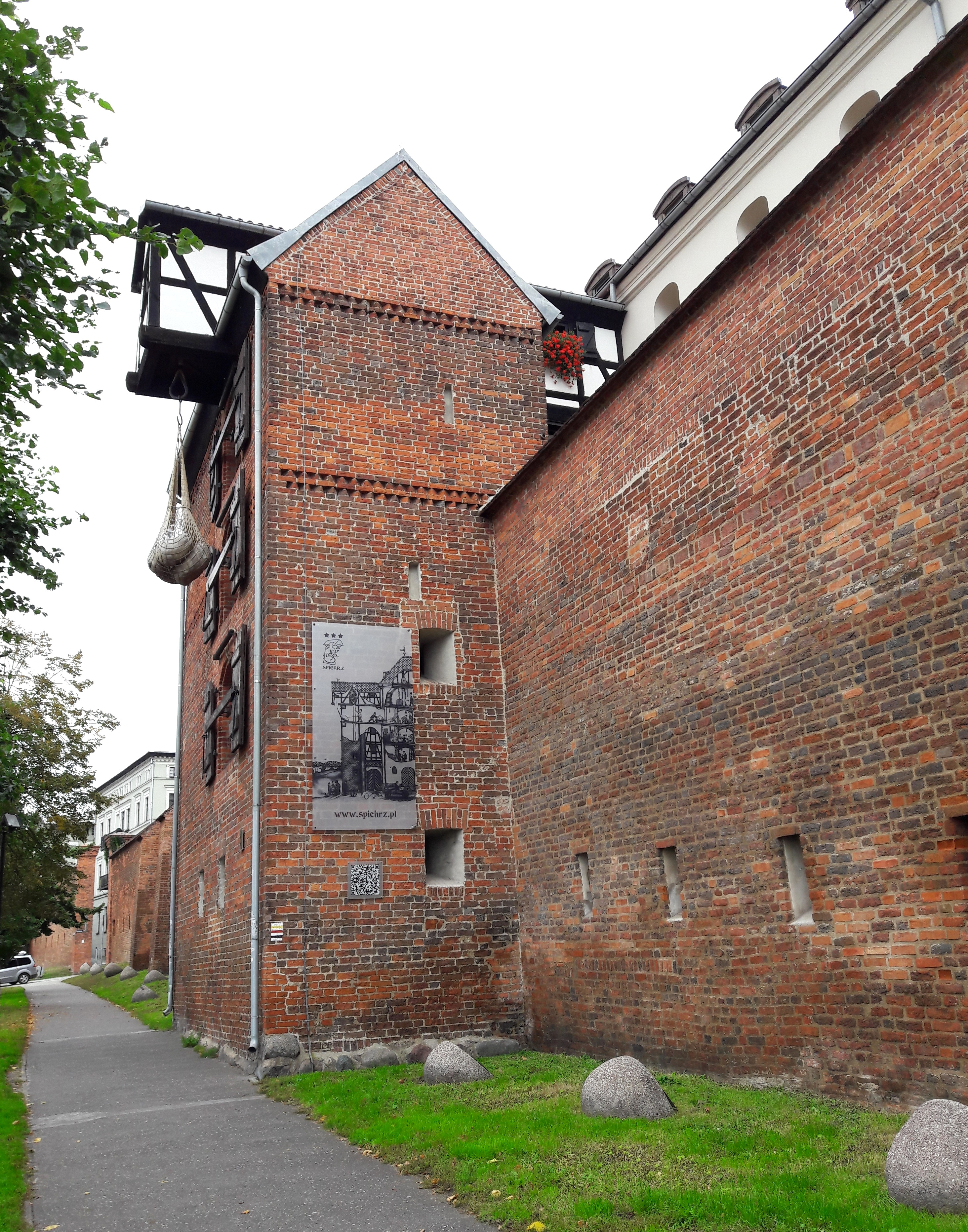
Widok od strony wschodniej
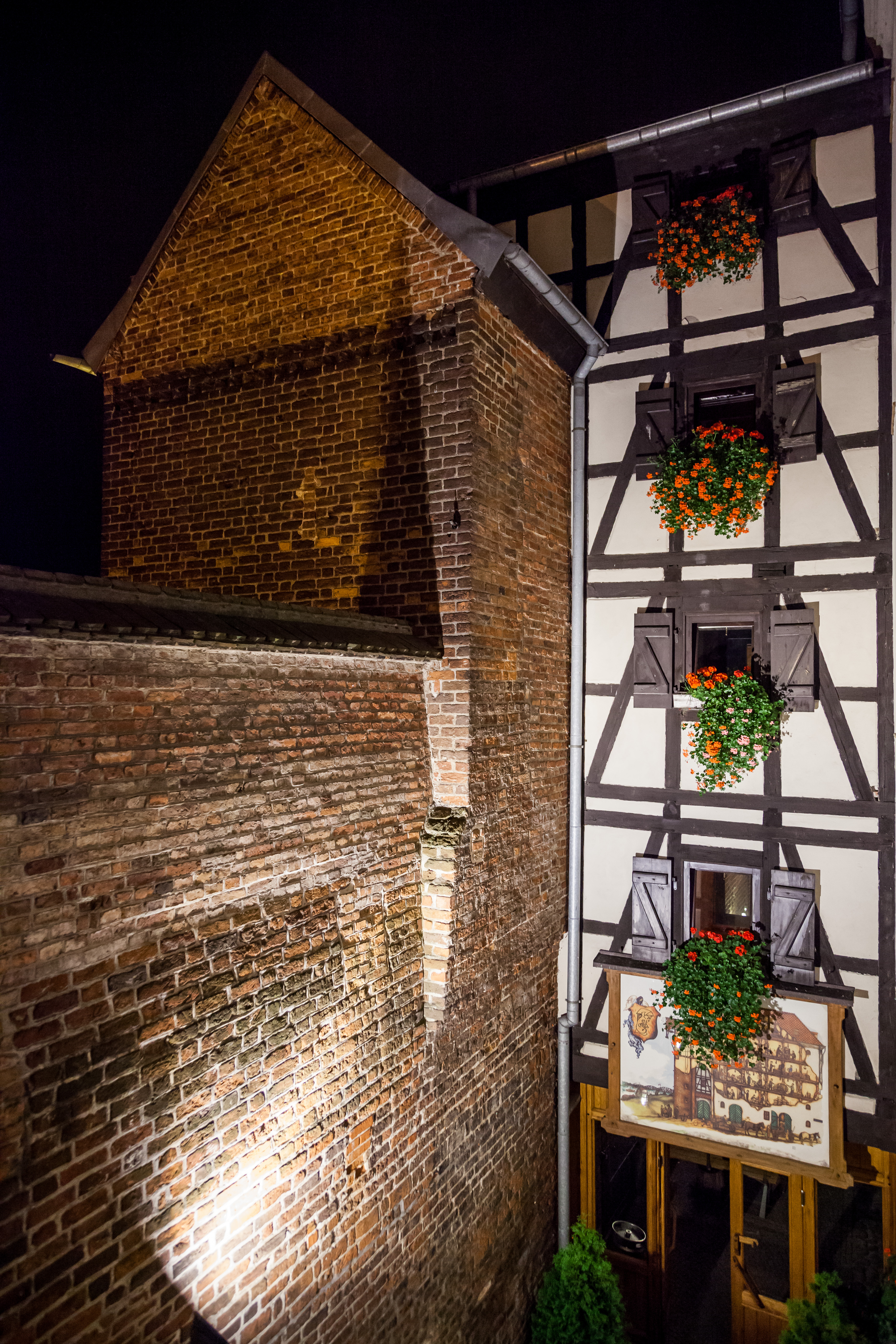
Widok z hotelu Spichrz na basztę i XIX-wieczny łącznik
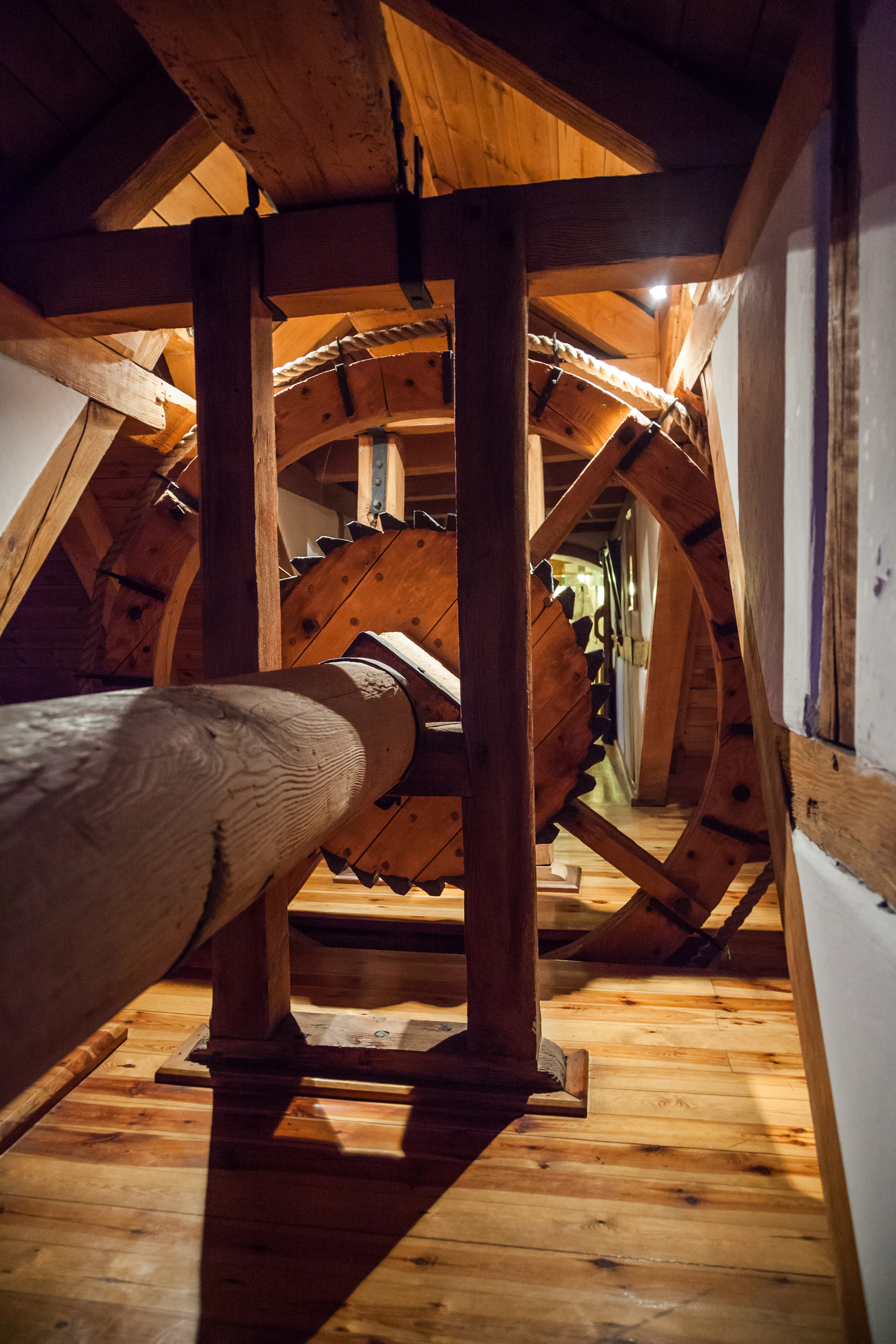
Drewniany mechanizm żurawia